# Regno di Kasa
Il regno di Kasa, conosciuto anche come Kasanga, era un regno situato nel basso Casamance (ora Senegal) alla fine del XV secolo. La maggior parte degli abitanti del regno erano Banun o Kasanke. Tra la fine del XVI secolo e l'inizio del XVII secolo la zona cadde sotto il dominio dell'impero Kaabu.